# Mèo túi da đồng
Mèo túi da đồng, tên khoa học Dasyurus spartacus, là một loài động vật có vú trong họ Dasyuridae, bộ Dasyuromorphia. Loài này được Van Dyck mô tả năm 1987.

## Hình ảnh

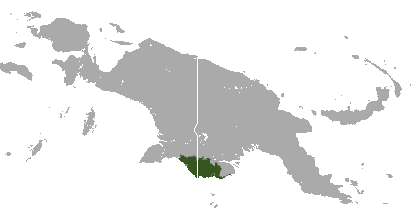

## mô tả
Mèo túi da đồng sống trong các vùng đồng cỏ nhiều cây ở phía nam của đảo New Guinea và là một loài ăn thịt sống về đêm. Nó có kích thước của một con mèo nhỏ, với tổng chiều dài lên tới 70 cm và nặng tới 1,3 kg và 70 cm. Khối lương trung bình của con cái là 0,68 kg và của con đực là 1,0 kg